# Імператор Рокудзьо
Імператор Рокудзьо́ (яп. 六条天皇, ろくじょうてんのう, рокудзьо тенно;28 грудня 1164 — 23 серпня 1176) — 79-й Імператор Японії, синтоїстське божество. Роки правління: 3 серпня 1165 — 30 березня 1168.
Син імператора Нідзьо та наложниці Окура-дайсуке. Отримав ім'я Нобухіто. 1165 року оголошено спадкоємцем трону. Невдовзі батько зрікся трону й принц Нобухіто перебрав владу. Сессьо (регентом) став Коное Мотодзане, проте фактичну владу мав Тайра но Кійоморі, якому протистояв верховний імператор Ґо-Сіракава.
1166 року його сессьо (регентом) було призначено Фудзівара но Мотофуса, але той не мав жодної політичної ваги. 1168 року під тиском Тайра но Кійоморі та Ґо-Сіракави імператор зрікся влади на користь принца Норіхіто, що став відомий як імператор Такакура. Колишній імператор помер того ж року від дизентерії.